# Turó del Bosc Gran
El Turó del Bosc Gran és una muntanya de 822 metres que es troba al municipi de Viladrau, a la comarca d'Osona.